# بطولة أوروبا تحت 21 سنة لكرة القدم 2002
بطولة أوروبا تحت 21 سنة لكرة القدم 2002 (بالإنجليزية: 2002 UEFA European Under-21 Championship) هو موسم من بطولة أوروبا تحت 21 سنة لكرة القدم. أقيم خلال الفترة 16 مايو 2002 وحتى 28 مايو 2002، وفاز فيه منتخب جمهورية التشيك تحت 21 سنة لكرة القدم.